# Pod Benáteckým vrchem
Pod Benáteckým vrchem byla v letech 2002–2020 přírodní rezervace nedaleko Milovic. Její území je součástí národní přírodní památky Mladá.
Důvodem ochrany bylo unikátní území s bohatým výskytem vzácných a zvláště chráněných druhů živočichů. Chráněné území o rozloze 69,21 hektaru se nachází severně od obce Milovice na území bývalého vojenského prostoru. V roce 2005 byla podle nařízení vlády č. 132/2005 Sb. přírodní rezervace zařazena do Národního seznamu evropsky významných lokalit v celkové rozloze 1244,1 ha. Přírodní rezervace byla s účinností od 1. července 2020 zrušena.
Geologické podloží tvoří převážně druhohorní vápenec a kaolinitické pískovce, na kterém převažuje půdní patro hnědozemí. Přírodní rezervace leží v mírně suché klimatické oblasti. Kvůli dlouhodobému využívání oblasti vojskem byly na místě dlouhodobě káceny dřeviny, na místě tak v současnosti roste mnoho typů travin a bylin. Kromě trávníků tvoří biotop suchá vřesoviště a křoviny.
Na rozdíl od okolní intenzivně zemědělsky využívané krajiny si zachovalo chráněné území unikátní rostlinnou a živočišnou diverzitu. V oblasti bylo zjištěno několik rostlin, které figurují v Červeném seznamu cévnatých rostlin České republiky stejně jako chráněných rostlin. Nejvýznamnější chráněnou rostlinou je hořec křížatý (Gantiana cruciata).
Z hlediska fauny je lokalita výjimečná v rámci Středočeského kraje výskytem mnoha druhů zvláště chráněných bezobratlých, především motýlů a brouků. Nejcennějším druhem je kriticky ohrožený modrásek hořcový Rebelův (Maculinea alcon rebeli), který je vývojově vázán na zde rostoucí hořec křížatý.

## Lokalita
Přírodní rezervace leží v nadmořské výšce 202 - 234 m n. m. v teplé, mírně suché klimatické oblasti s průměrnou roční teplotou 8-9 °C. Průměrné roční srážky jsou 500-600 mm. Kvůli pohybu vojsk byly v oblasti dlouhodobě káceny dřeviny, což nyní umožňuje výskyt mnoha typů travinobylinných společenstev.
Při mapování biotopů pro účely soustavy Natura 2000 byl v přírodní rezervaci zjištěn výskyt mezofilních ovsíkových luk, širolistých suchých trávníků, otevřených trávníků s paličkovcem šedavým (Corynephorus canescens) a kostřavových trávníků písčin. Kromě trávníků tvoří místní biotop suchá vřesoviště a vysoké suchomilné a mezofilní křoviny.

## Historie

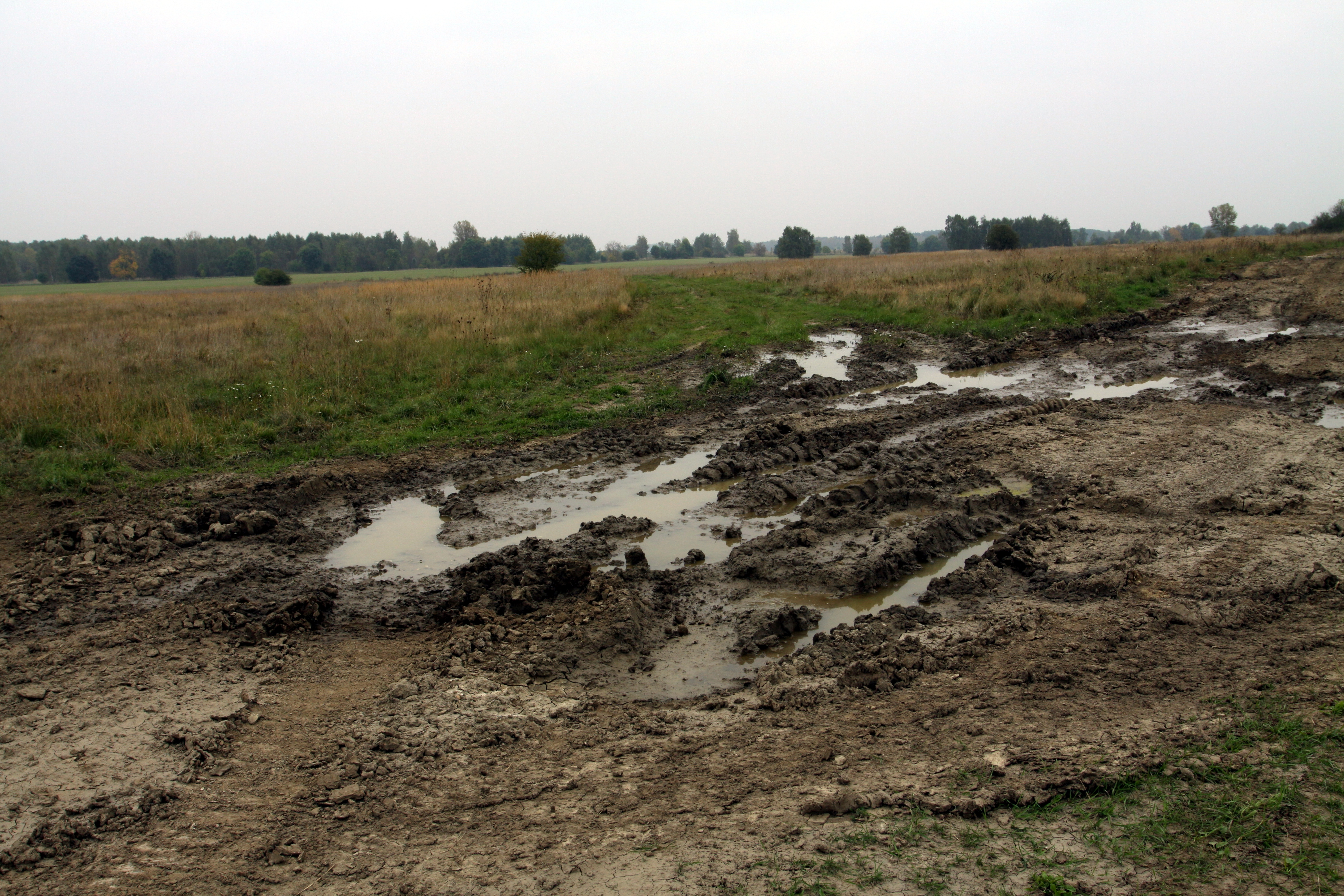
Součástí ochranného managementu je používání těžké vojenské techniky k rozrušování travních společenstev, což má prospěšný vliv na růst rostlin vyžadující nesouvislý vegetační povrch

Díky dlouhodobému využívání této oblasti různými armádami, od roku 1904 až do roku 1991, se zde, na rozdíl od okolní intenzivně zemědělsky využívané krajiny, zachovala unikátní rostlinná a živočišná společenstva.
Rakouská vláda v roce 1904 zabrala 3464 ha půdy pro vojenský výcvikový prostor (VVP). Na začátku 1. světové války byly v Milovicích zřízeny internační tábory pro ruské a italské zajatce, kterými prošlo do roku 1916 na 46 tisíc zajatců, z nichž mnozí zemřeli hladem a na tyfus[nepřesný odkaz]. Místní italský vojenský hřbitov je dodnes významnou památkou. VVP byl intenzivně využíván také za první republiky a jeho význam podtrhuje fakt, že v letech 1920 - 1922 jej šestkrát navštívil prezident T. G. Masaryk. Ve využívání prostoru pokračovali i nacisté, kteří cvičiště rozšířili a vybudovali zde množství pevnostních staveb a šest střelnic (dopadových ploch). V Milovicích údajně cvičil svá vojska pro boj v severní Africe i německý generál Erwin Rommel. Od roku 1969 až do 30. června 1991 sídlila v Milovicích sovětská vojenská posádka, nejpočetnější v tehdejším Československu.
Středočeský kraj, který je majitelem majetku v oblasti bývalého VVP, zatím nenašel pro prostor využití. Hejtman David Rath (ČSSD) hovořil v roce 2009 mj. o malém sportovním letišti, sluneční elektrárně či sportovním areálu. Naopak se bránil tomu, aby v oblasti vzniklo velké dopravní letiště nebo průmyslové zóny. Kraj pronajal v roce 2010 vojenské letiště Boží Dar s přilehlými pozemky konsorciu firem RP Mladá, která na nich plánuje postavit vědecko-technický park, malé sportovní letiště, byty a možná i hotel. Za pronájem 670 hektarů na 20 let získá kraj 20 milionů korun. Plánovanou obří sluneční elektrárnu v ceně 5 miliard korun společnost nepostaví.
Přírodní rezervace byla vyhlášena roku 2002 na území 69,21 hektaru, tedy na malé části bývalého VVP. V roce 2005 byla podle nařízení vlády č. 132/2005 Sb. přírodní rezervace zařazena do Národního seznamu evropsky významných lokalit v celkové rozloze 1244,1 ha.

## Přírodní poměry
Geologické podloží tvoří převážně druhohorní střední turon, konkrétně vápnité a kaolinitické pískovce, slínité prachovce, písčité slínovce a vápence. Na tomto podloží převažuje půdní patro hnědozemí, ilimerizovaných půd, rendzin, půd na píscích a štěrkopíscích.

### Flóra
V oblasti byl doložen výskyt rostlin, které figurují v Červeném seznamu cévnatých rostlin České republiky, stejně jako chráněné druhy. Podle výsledků průzkumu terénu z roku 2003 roste Pod Benáteckým vrchem silně ohrožený vstavač obecný (Orchis morio) a hořeček nahořklý (Gentianella amarella). Z hlediska druhové ochrany je pravděpodobně nejvýznamnější výskyt hořce křížatého (Gentiana cruciata).
Z dalších vzácných rostlin jsou to prstnatec bezový (Dactylorhiza sambucina) a vemeník dvoulistý (Platanthera bifolia), černohlávek dřípený (Prunella laciniata), černohlávek velkokvětý (Prunella grandiflora), divizna brunátná (Verbascum phoeniceum) či kozinec dánský (Astragalus danicus). Jiný zdroj uvádí také sasanku lesní (Anemone sylvestris).

### Fauna
Obzvláště významné jsou nálezy vzácných a zvláště chráněných bezobratlých, především motýlů a brouků. Z hlediska množství bezobratlých je lokalita výjimečná v rámci celých středních Čech.
Nejcennějšími druhy jsou kriticky ohrožený modrásek hořcový Rebelův (Maculinea alcon rebeli), který je vývojově vázán na zde rostoucí hořec křížatý. Dále pak silně ohrožený zlatohlávek huňatý (Tropinota hirta), ohrožený střevlík Carabus scheidleri, střevlík Ulrichův (Carabus ullrichi) a další. Průzkum zde odhalil zatím jediné známé místo výskytu chroustka Amphimallon ruficorne a Pelochrista obscura v ČR a jediné známé místo výskytu svižníka Cicindela germanica, chroustka Ochodaeus chrysameloides a motýla Adela violaria v Čechách.
Kriticky ohrožení jsou zde ropucha krátkonohá (Bufo calamita) a čolek velký (Triturus cristatus), silně ohrožená pak užovka hladká (Coronella austriaca), ještěrka obecná (Lacerta agilis), ještěrka živorodá (Lacerta vivipara), čolek obecný (Triturus vulgaris) nebo skokan štíhlý (Rana dalmatina). Zástupci ohrožených druhů jsou užovka obojková (Natrix natrix), ropucha obecná (Bufo bufo) a ropucha zelená (Bufo viridis).
Ze zvláště chráněných ptačích druhů můžeme jmenovat kriticky ohroženého strnada lučního (Miliaria calandra), mezi silně ohrožené druhy patří chřástal polní (Crex crex), kalous pustovka (Asio flammeus), křepelka polní (Coturnix coturnix) a moták pilich (Circus cyaneus). Ohrožená je také koroptev polní (Perdix perdix), bramborníček černohlavý (Saxicola torquata), včelojed lesní (Pernis apivorus) či ťuhýk šedý (Lanius excubitor).

#### Velcí býložravci

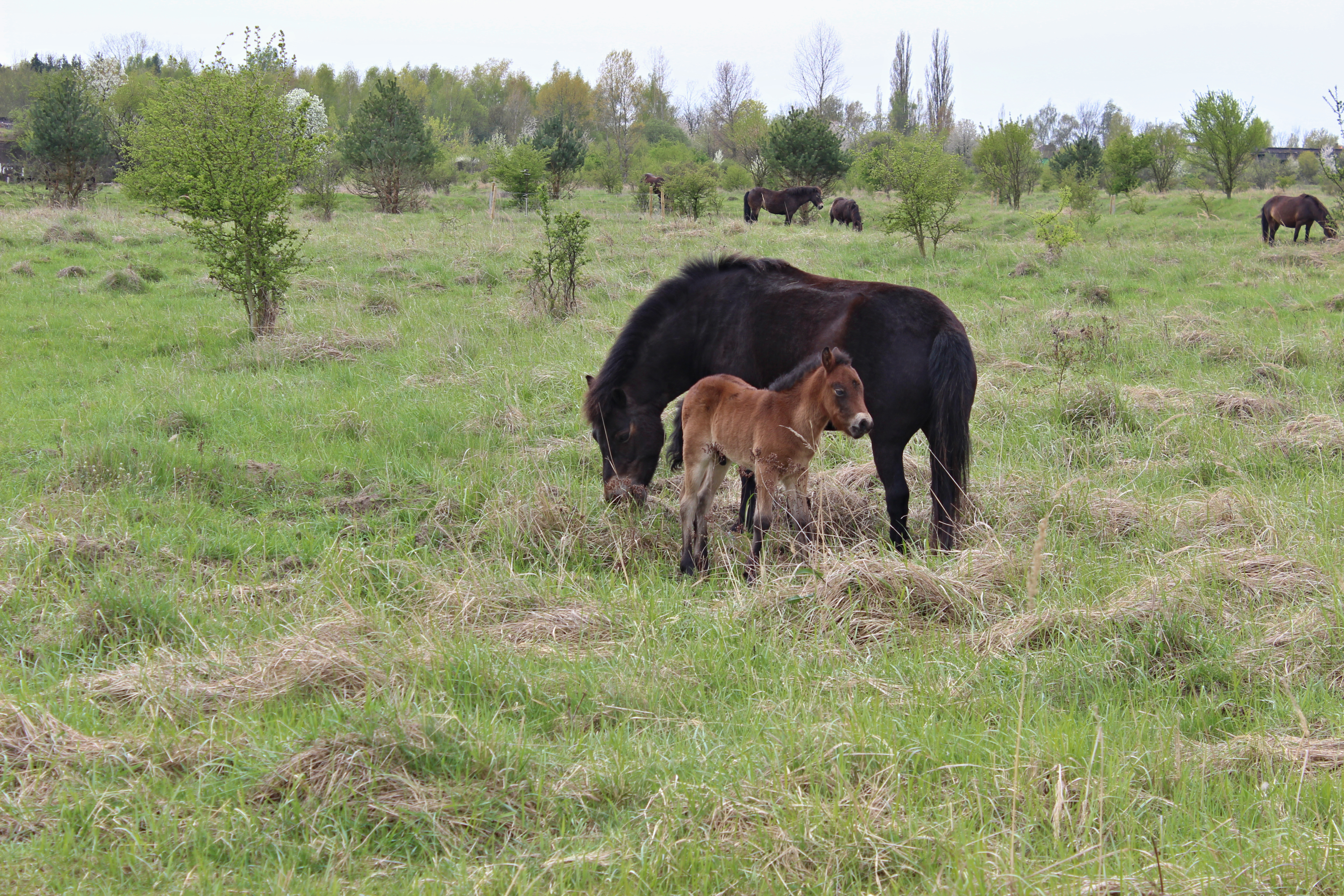
Exmoorské koně v Milovicích

V lednu a dubnu 2015 bylo převezeno 15 exmoorských koní velmi podobných původním divokým koním ve střední a západní Evropě, kteří zde mají spásat agresivní byliny a chránit tak otevřenou a polootevřenou krajinu a její rostlinné i živočišné druhy. V říjnu 2015 bylo přidáno sedm jedinců pratura, vyhynulého tura zpětně vyšlechtěného nadací Tauros.